# 宍戸幸之
宍戸 幸之（ししど こうじ、1972年1月2日 - ）は、日本の元プロレスラー。

## 経歴
闘龍門14期生に入門するもデビュー前に退団。その後、DRAGON GATEのスタッフとして売店などで働き、2006年 DRAGON GATEにてユニット「戸澤塾」開校時に戸澤アキラと共に戸澤塾の塾旗を持って登場。暫くはリングサイドで黙って旗を持って立っているだけの役「通称：旗持ちオヤジ」だったがアンソニー・W・森の戸澤塾入りを賭けた抗争でマグナムTOKYOが勝利の条件として宍戸を要求した事を機に注目を浴び始める。その後、ユニット「マッスル・アウトローズ」の吉野正人と森隆行の抗争時に旗を折られたことからリングイン。漢らしい振る舞いと低音で渋いマイクアピールで森をオープン・ザ・ブレイブゲート王座の挑戦者に押し上げて人気を博す。
しかし、この振る舞いがマッスル・アウトローズの反感を買い森がオープン・ザ・ブレイブゲート王座に挑戦する条件として宍戸が試合に出ることになってしまった。宍戸も負けじとレフェリーの玉岡金太を試合に出すことを要求するが玉岡によって親父が負けたら罰として女装して旗持ち、玉岡が負けたらヒールレフェリーからベビーターンするというコントラマッチに発展。10月20日、後楽園ホール大会のメインイベントで本格的なプロレスラーデビュー。素人とは思えない動きを見せて最後は森のアシストから玉岡をフォールして勝利。試合後のマイクアピールで10年前からプロレスラーを目指していたことを涙ながらに告白。素人ではなく半素人であることが判明。一夜限りのプロレスデビューだと思われていたがファン投票によりKING OF GATEに出場が決定（投票結果は13位だったが鷹木信悟の不参加により繰り上げ当選）。
戸澤塾解散以降は試合は行っていないが以前と同じくリング設営や売店スタッフとして巡業に帯同していた。
2010年4月7日、結婚したことを発表。現在は地元福島に在住。
2022年、宮城県のプロレスBAR「GOLD」主催興行にて、闘龍門時代に同期の練習生だった愛澤No.1、ヤマダマンポンド組のセコンドに旗持ちオヤジとして数年ぶりに復帰。

## 得意技
月面宙返り
二段式ムーンサルトプレス

## ジャクソン・フロリダ
ジャクソン・フロリダは、宍戸と関係が深いとされる日本の覆面レスラー。

### 経歴
ジョンソン・フロリダのパートナーとして登場してユニット「フロリダ・エクスプレス」の一員として活動。フロリダ・エクスプレス解散後もジョンソンとのユニット「スーパー・フロリダ・ブラザーズ」として不定期参戦。
最大の特徴は膝が極端に弱い事である。敗北する試合の多くはムーンサルトプレスの自爆やジャンピングニーバットの反動など様々な要因によって痛めている膝をさらに痛めた事によるギブアップやレフェリーストップによって決着。体を支えるために持参している杖は凶器扱いされずニーパッドなどと同じくサポート器具扱いされる。
2012年1月22日から同系統の、がばいじいちゃんなる最高齢レスラーが九州プロレスに登場しているがムーブ、体型、ジャクソンのように杖を使うなど類似点はあるものの基本的に全くの別人の様である。

### タイトル歴
- オープン・ザ・お笑いゲート王座